# Jan Kiernozicki
Jan Kiernozicki (Kiernożycki) – polski wojskowy czasów wielkiej smuty, pułkownik, stronnik Drugiego Łże-Dymitra, z jego nominacji wojewoda wiaziemski.
Rotmistrz Kiernozicki wyruszył ze swoim oddziałem z Tuszyna, zajął Twer, Torżok i podszedł pod Nowogród Wielki, działając przeciw Michaiłowi Skopin-Szujskiemu. Odstąpił jednak od miasta, kiedy ten dowódca rosyjski otrzymał pomoc od innych miast. Ostatecznie został rozbity został przez połączone siły rosyjsko-szwedzkie przy Kamionkach w maju 1609 roku.